# Leon Max Lederman
Leon Max Lederman (New York, 1922. július 15. – Rexburg, Idaho, 2018. október 3.) Nobel-díjas amerikai kísérleti részecskefizikus.

## Életpályája
PhD-fokozatát fizikából szerezte a New York-i Columbia Egyetemen 1951-ben. Ezután 28 évig, 1979-ig ott dolgozott, ezalatt 50 PhD-hallgatója volt. 1958-ban lett professzor. Első kutatóévét a CERN-ben töltötte a g-2 kísérlet csoportjának szervezésével.
1979 és 1989 között a Fermilab igazgatója volt. Ő felügyelte az első szupravezető szinkrotron építését és használatát.
1960 és 1962 között kétneutrínó-kísérlet: Melvin Schwartz-cal és Jack Steinbergerrel és több kollégájával együtt először sikerült mesterségesen neutrínónyalábot előállítaniuk, és tisztázniuk, hogy nem csak egyfajta neutrínó létezik, hanem mindkét akkor ismert töltött leptonhoz, az elektronhoz és a müonhoz is tartozik egy. Ez vezetett ahhoz a standard modellben alapvető felismeréshez, hogy az elemi részecskék családokba sorolhatóak.
1988-ban fizikai Nobel-díjjal jutalmazták hármójukat „a neutrínónyaláb módszerért, és a müonneutrínó felfedezésével a leptonok dublet szerkezetének kimutatásáért”
1986-ban megalapította az Illinoisi Matematikai és Tudományos Akadémiát, egy hároméves bentlakásos iskolát Illinois állam tehetséges gyermekei számára.

## Magyarul megjelent művei
- Leon Lederman–Dick Teresi: Az isteni a-tom: Mi a kérdés, ha a válasz a világegyetem?; ford. Vassy Zoltán; Typotex Kiadó, Bp. 1995 ISBN 963-7546-54-5)
- Leon Lederman–Dick Teresi: Az isteni a-tom: Mi a kérdés, ha a válasz a világegyetem?; ford. Vassy Zoltán, utószó Horváth Dezső; 7. jav. kiad.; Typotex, Bp., 2007

A fizika fejlődésének olvasmányos, tartalmas, regényszerű leírása, különös tekintettel a részecskefizikára. Sokat tudhatunk meg a gyorsítókról, a kísérletek lefolyásáról és a kísérleti eredményekről.

## Családja
Három gyermeke van első feleségétől: Rena lánya antropológus, Jesse fia befektetési bankár, Rachel lánya ügyvéd.

## Díjai
- 1982 – Fizikai Wolf-díj
- 1988 – Fizikai Nobel-díj
- 1992 – Enrico Fermi-díj